# A magyar párbajtőrvívó-csapatbajnokságok végeredményei
A magyar párbajtőrvívó-csapatbajnokság 1931-től kerül megrendezésre (a nők részére csak 1988-tól). A bajnokságot a Magyar Vívó Szövetség írja ki és rendezi meg. Korábban általában körmérkőzéses rendszerben, esetleg két vagy több nap alatt rendezték a bajnokságokat, de az utóbbi évtizedekben már kieséses rendszerben, egy napon.
A legtöbb bajnoki címet a férfiaknál a Bp. Honvéd, a nőknél az MTK (MTK-VM) nyerte, 34-szer, illetve 16-szor győztek.

## A bajnokságok végeredményei

### Férfiak
1931
1. Honvéd Tiszti VC, 2. MAC, 3. Rendőrtiszti AC, 4. BEAC (az első három helyen holtverseny volt, ezért újra játszottak, de ekkor is hármas holtverseny született, azonban itt már a pontarány is elég volt a helyezések eldöntéséhez)
1932
1. Honvéd Tiszti VC, 2. MAC, 3. Rendőrtiszti AC, 4. BEAC, 5. BSE
1933
1. Honvéd Tiszti VK (volt Honvéd Tiszti VC), 2. BSE, 3. Rendőrtiszti AC, 4. BEAC
1934
1. Honvéd Tiszti VK, 2. Rendőrtiszti AC, 3. BEAC, 4. Ludovika Akadémia SE II., indult még: BSE, Ludovika Akadémia SE
1935
1. Honvéd Tiszti VK, 2. BEAC, 3. Rendőrtiszti AC, 4. Ludovika Akadémia SE
1936
1. Honvéd Tiszti VK, 2. BEAC, 3. Rendőrtiszti AC és Újpesti TE (a harmadik helyen holtverseny volt, ezért újra játszani kellett volna, de a meccset elhalasztották)
1937
1. Újpesti TE, 2. Honvéd Tiszti VK, 3. BEAC, 4. BSE
1938
1. Újpesti TE, 2. Honvéd Tiszti VK, 3. BEAC, 4. BSE, 5. Rendőrtiszti AC
1939
1. Újpesti TE, 2. Honvéd Tiszti VK, 3. BEAC
1940
1. Honvéd Tiszti VK, 2. BEAC, 3. BBTE, 4. MAC, 5. Rendőrtiszti AC
1941
1. BEAC, 2. Honvéd Tiszti VK, 3. BBTE, 4. MAC, 5. Ludovika Akadémia SE
1942
1. Honvéd Tiszti VK, 2. MAC, 3. BBTE
1943
1. Honvéd Tiszti VK, 2. BEAC, 3. MAC, 4. BBTE, 5. MAFC
1944
1. BEAC, 2. MAC, 3. Honvéd Tiszti VK, 4. BBTE, 5. MAFC
1946
1. Toldi Miklós SE, 2. Barátság VE, 3. Közalkalmazottak SE, 4. BEAC
1947
1. Barátság VE, 2. Közalkalmazottak SE, 3. Csepeli MTK, 4. MAFC
1948
1. Postás SE, 2. Csepeli MTK, 3. Hitelbank SE
1949
1. Vasas SC (volt Barátság VE), 2. Csepeli MTK, 3. Postás SE, 4. Újpesti TE, 5. Közalkalmazottak SE
1950
1. Bp. Lokomotív, 2. Csepeli Vasas (volt Csepeli MTK), 3. Bp. Honvéd, 4. Bp. DISZ FSE, 5. Bp. Dózsa (volt Újpesti TE)
1951
A bajnokságot átszervezték, nem egyesületek, hanem területi csapatok indultak. Budapestet több csapat is képviselte, melyek a budapesti csapatbajnokság helyezettjei voltak.
1. Budapest II. (Bp. Petőfi – volt Közalkalmazottak SE), 2. Budapest III. (Bp. Lokomotív), 3. Budapest I. (Bp. Honvéd), 4. Budapest IV. (Bp. Dózsa)
1952
Ebben az évben szakszervezeti csapatok indultak a bajnokságban.
1. SZOT I., 2. Honvéd SE, 3. Haladás SE, 4. SZOT II., indult még: Dózsa SE, SZOT III., SZOT IV.
1953
Ebben az évben ismét területi csapatok indultak a bajnokságban.
1. Budapest IV. (Bp. Lokomotív), 2. Budapest III. (Bp. Haladás – volt Bp. DISZ FSE), 3. Budapest I. (Bp. Honvéd), 4. Hajdú-Bihar megye, indult még: Budapest VI. (Bp. Dózsa), Baranya megye, Budapest II. (Bp. Vasas – volt Vasas SC), Budapest V. (Bp. Fáklya)
1954
Ebben az évben ismét szakszervezeti csapatok indultak a bajnokságban.
1. Honvéd SE, 2. Haladás SE, 3. Lokomotív SE, 4. Dózsa SE, indult még: Fáklya SE, Traktor SE, Vasas SE, Építők SE
1955
Ebben az évben újra területi csapatok indultak a bajnokságban.
1. Budapest III. (Bp. Honvéd), 2. Budapest I. (Bp. Haladás), 3. Budapest II. (Bp. Vasas), 4. Budapest IV. (Bp. Törekvés – volt Bp. Lokomotív), indult még: Győr-Sopron megye, Csongrád megye, Hajdú-Bihar megye, Szolnok megye, Baranya megye
1956
Ebben az évben újra szakszervezeti csapatok indultak a bajnokságban.
1. Törekvés SE, 2. Haladás SE, 3. Honvéd SE, 4. Dózsa SE, 5. Építők SE, 6. Vasas SE
1957
Ettől az évtől ismét egyesületek indultak a bajnokságban.
1. Bp. Vörös Meteor, 2. OSC, 3. BVSC (volt Bp. Törekvés), 4. Elektromos SE, indult még: Pécsi EAC, Csepel SC (volt Csepeli Vasas), Vasas SC (volt Bp. Vasas), Bp. Honvéd, Erdészeti Traktor, MHS
1958
1. Bp. Vörös Meteor, 2. BVSC, 3. Bp. Honvéd, 4. OSC, indult még: Vasas SC, Elektromos SE, Szolnoki MÁV, Pécsi EAC
1959
1. Bp. Vörös Meteor, 2. OSC, 3. Bp. Honvéd, 4. Vasas SC, 5. Szolnoki MÁV és BVSC, 7. Elektromos SE, 8. Pécsi EAC
1960
1. Bp. Vörös Meteor, 2. BVSC, 3. OSC, 4. Bp. Honvéd, 5. Vasas SC és Csepel SC, 7. Szolnoki MÁV, 8. Elektromos SE
1961
1. OSC, 2. Bp. Vörös Meteor, 3. Bp. Honvéd, 4. Vasas SC, 5. Csepel SC és BVSC és Szolnoki MÁV, 8. Újpesti Dózsa (volt Bp. Dózsa)
1962
1. OSC, 2. Bp. Vörös Meteor, 3. BVSC, 4. Szolnoki MÁV, 5. Vasas SC és Bp. Honvéd, 7. Csepel SC, 8. Debreceni EAC
1963
1. OSC, 2. Bp. Honvéd, 3. Bp. Vörös Meteor, 4. BVSC, 5. Szolnoki MÁV és Újpesti Dózsa és Vasas SC, a Csepel SC nem indult el
1964
1. OSC, 2. Bp. Vörös Meteor, 3. Bp. Honvéd, 4. Vasas SC, 5. BVSC és Újpesti Dózsa, 7. Szolnoki MÁV, 8. Elektromos SE
1965
1. Bp. Honvéd, 2. OSC, 3. Bp. Vörös Meteor, 4. Újpesti Dózsa, 5. BVSC, 6. Vasas SC, 7. Szolnoki MÁV, 8. Csepel SC
1966
1. OSC, 2. BVSC, 3. Bp. Vörös Meteor, 4. Bp. Honvéd, 5. Újpesti Dózsa és Vasas SC, 7. Szolnoki MÁV, 8. Diósgyőri VTK
1967
1. BVSC, 2. OSC, 3. Bp. Honvéd, 4. Bp. Vörös Meteor, 5. Csepel SC, 6. Újpesti Dózsa, 7. Szolnoki MÁV, 8. Vasas SC
1968
1. BVSC, 2. Bp. Vörös Meteor, 3. OSC, 4. Bp. Honvéd, 5. Újpesti Dózsa, 6. Csepel SC, 7. Szolnoki MÁV, 8. Diósgyőri VTK
1969
1. OSC, 2. BVSC, 3. Bp. Vörös Meteor, 4. Bp. Honvéd, 5. Szolnoki MÁV, 6. Csepel SC, 7. Újpesti Dózsa, 8. Vasas SC
1970
1. Bp. Honvéd, 2. Újpesti Dózsa, 3. BVSC, 4. OSC, 5. Bp. Vörös Meteor, 6. Szolnoki MÁV, 7. Csepel SC, 8. Diósgyőri VTK
1971
1. OSC, 2. BVSC, 3. Újpesti Dózsa, 4. VM Egyetértés (volt Bp. Vörös Meteor), 5. Csepel SC, 6. Szolnoki MÁV, 7. Bp. Honvéd, 8. Bakony Vegyész
1972
1. BVSC, 2. Újpesti Dózsa, 3. OSC, 4. Bp. Honvéd, 5. VM Egyetértés, 6. Szolnoki MÁV, 7. Csepel SC, 8. Vasas SC
1973
1. BVSC, 2. OSC, 3. Újpesti Dózsa, 4. Bp. Honvéd, 5. Csepel SC, 6. VM Egyetértés, 7. Szolnoki MÁV, 8. KSI
1974
1. BVSC, 2. OSC, 3. Bp. Honvéd, 4. Újpesti Dózsa, 5. VM Egyetértés, 6. Csepel SC, 7. Szolnoki MÁV, 8. Diósgyőri VTK
1975
1. BVSC, 2. Újpesti Dózsa, 3. OSC, 4. Bp. Honvéd, 5. MTK-VM (volt MTK és VM Egyetértés), 6. Csepel SC, 7. Szolnoki MÁV, 8. KSI
1976
1. BVSC, 2. Újpesti Dózsa, 3. OSC, 4. Bp. Honvéd, 5. MTK-VM, 6. Csepel SC, 7. Szolnoki MÁV, 8. Székesfehérvári Volán
1977
1. BVSC, 2. Újpesti Dózsa, 3. Bp. Honvéd, 4. Csepel SC, 5. OSC, 6. MTK-VM, 7. Universitas Pécsi EAC, 8. Szolnoki MÁV
1978
1. BVSC, 2. Újpesti Dózsa, 3. OSC, 4. Bp. Honvéd, 5. MTK-VM, 6. Universitas Pécsi EAC, 7. Csepel SC, 8. Vasas SC
1979
1. Bp. Honvéd, 2. OSC, 3. BVSC, 4. Csepel SC, 5. Újpesti Dózsa, 6. Tatabányai Bányász, 7. MTK-VM, 8. Universitas Pécsi EAC
1980
1. Bp. Honvéd, 2. Újpesti Dózsa, 3. BVSC, 4. OSC, 5. Csepel SC, 6. MTK-VM, 7. BSE (volt Bp. Petőfi), 8. Tatabányai Bányász
1981
1. Bp. Honvéd, 2. OSC, 3. Újpesti Dózsa, 4. MTK-VM, 5. BVSC, 6. Csepel SC, 7. Vasas SC, 8. BSE
1982
1. Bp. Honvéd, 2. OSC, 3. Újpesti Dózsa, 4. Vasas SC, 5. BVSC, 6. Csepel SC, 7. MTK-VM, 8. Székesfehérvári Volán
1983
1. Újpesti Dózsa, 2. Bp. Honvéd, 3. Csepel SC, 4. OSC, 5. Tatabányai Bányász, 6. Vasas SC, 7. BVSC, 8. MTK-VM
1984
1. Bp. Honvéd, 2. BSE, 3. Tatabányai Bányász, 4. OSC, 5. Újpesti Dózsa, 6. BVSC, 7. MTK-VM, 8. Csepel SC, 9. Vasas SC, 10. Diósgyőri VTK, 11. KSI, az Universitas Pécsi EAC kizárva
1985
1. Bp. Honvéd, 2. Tatabányai Bányász, 3. BVSC, 4. OSC, 5. BSE, 6. Csepel SC, 7. Vasas SC, 8. Szentendrei VE, 9. Újpesti Dózsa, 10. MTK-VM, 11. Diósgyőri VTK, 12. Székesfehérvári Ikarus SE
1986
1. Bp. Honvéd, 2. Újpesti Dózsa, 3. OSC, 4. BVSC, 5. Csepel SC, 6. BSE, 7. Tatabányai Bányász, 8. MTK-VM, 9. Vasas SC, 10. Universitas Pécsi EAC, 11. Szentendrei VE, 12. Békéscsabai Előre Spartacus
1987
1. MTK-VM, 2. Bp. Honvéd, 3. Tatabányai Bányász, 4. Újpesti Dózsa, 5. OSC, 6. BSE, 7. BVSC, 8. Vasas SC, 9. Universitas Pécsi EAC, 10. Székesfehérvári Ikarus SE, az Eger SE és a Csepel SC kizárva
1988
1. MTK-VM, 2. Újpesti Dózsa, 3. Bp. Honvéd, 4. BVSC, 5. BSE, 6. Tatabányai Bányász, 7. Vasas SC, 8. Universitas Pécsi EAC, 9. OSC, 10. Hungária SE, 11. Békéscsabai Előre Spartacus és Székesfehérvári Ikarus SE
1989
1. Bp. Honvéd, 2. BSE, 3. BVSC, 4. Újpesti Dózsa, 5. MTK-VM, 6. Universitas Pécsi EAC, 7. OSC, 8. Vasas SC, 9. Hungária SE, 10. Tatabányai Bányász, 11. Szegedi Postás, 12. Alba Volán SC (volt Székesfehérvári Volán)
1990
1. BVSC, 2. Bp. Honvéd, 3. BSE, 4. Újpesti Dózsa, 5. MTK-VM, 6. OSC, 7. Csepel SC, 8. Tatabányai Bányász, 9. Vasas SC, 10. Pécsi EAC, 11. Szentendrei VE
1991
1. Bp. Honvéd, 2. MTK (volt MTK-VM), 3. Újpesti TE (volt Újpesti Dózsa), 4. BVSC, 5. BSE, 6. Viktória VE, 7. Csepel SC, 8. OSC, 9. Tatabányai Bányász, 10. Pécsi EAC, 11. Vasas SC
1992
1. MTK, 2. Viktória VE, 3. Újpesti TE, 4. Csepel SC, 5. BVSC, 6. BSE, 7. Fless VK, 8. OSC
1993
1. BSE, 2. MTK, 3. Újpesti TE, 4. BVSC, 5. Tatabányai SC (volt Tatabányai Bányász), 6. OSC, 7. Bp. Honvéd, 8. Fless VK, 9. Pallos VSC, 10. Aranygolyó FC, 11. Tatai HAC, 12. Gödöllői EAC, 13. Viktória VE, 14. Tapolcai Bauxit ISE, 15. Pécsi EAC, 16. Csepel SC, 17. Veszprém-Dózsavárosi DSE, 18. Székesfehérvári Ikarus SE, 19. Békéscsabai Előre VE (volt Békéscsabai Előre Spartacus), 20. Alba Volán SC, 21. Gyulai SE, 22. Eger SE, 23. Veszprémi Egyetem SC, 24. Testnevelési Főiskola SE
1994
1. Bp. Honvéd, 2. MTK, 3. BVSC, 4. Újpesti TE, 5. BSE, 6. Békéscsabai Előre VE, 7. Tatai HAC, 8. Aranygolyó FC, 9. Pallos VSC, 10. Fless VK, 11. Tatabányai SC, 12. OSC, 13. Gödöllői EAC, 14. Pécsi EAC, 15. Alba Volán SC, 16. Eger SE
1995
1. Bp. Honvéd, 2. MTK, 3. BVSC, 4. BSE, 5. Tatai HAC, 6. Aranygolyó FC, 7. Újpesti TE, 8. Fless VK, 9. OSC, 10. Tatabányai SC, 11. Pallos VSC, 12. Békéscsabai Előre VE, 13. Pécsi EAC, 14. Tapolcai Bauxit ISE, 15. Alba Volán SC, 16. Testnevelési Főiskola SE
1996
1. Bp. Honvéd, 2. MTK, 3. Fless VK, 4. BVSC, 5. Mirelta VSE (volt Tatai HAC), 6. OSC, 7. Újpesti TE, 8. Tatabányai SC
1997
1. Bp. Honvéd, 2. BVSC, 3. MTK, 4. Fless VK, 5. OSC, 6. Mirelta VSE, 7. Pallos VSC, 8. Székesfehérvári Ikarus SE
1998
1. MTK, 2. BVSC, 3. Bp. Honvéd, 4. Aranygolyó FC, 5. OSC, 6. Székesfehérvári Ikarus SE, 7. Mirelta VSE, 8. Margitszigeti AC
1999
1. Bp. Honvéd, 2. MTK, 3. BVSC, 4. Fless VK, 5. Mirelta VSE, 6. Aranygolyó FC
2000
1. BVSC, 2. MTK, 3. Bp. Honvéd, 4. Honvéd Bolyai János KMF SE, 5. Fless VK, 6. Aranygolyó FC, 7. Mirelta VSE, 8. OSC
2001
1. Bp. Honvéd, 2. BVSC, 3. Fless VK, 4. Balaton VK, 5. MTK, 6. Mirelta VSE
2002
1. BVSC, 2. Bp. Honvéd, 3. Fless VK, 4. MTK, 5. Újpesti TE, 6. OMS-Tata VSE (volt Mirelta VSE)
2003
1. Bp. Honvéd, 2. BVSC, 3. Fless VK, 4. Honvéd Bolyai János KMF SE
2004
1. Bp. Honvéd, 2. BVSC, 3. Fless VK, 4. MTK, 5. Honvéd Bolyai János KMF SE, 6. Pécsi EAC
2005
1. Bp. Honvéd, 2. BVSC, 3. MTK, 4. Fless VK, 5. Honvéd Bolyai János KMF SE, 6. Pécsi EAC
2006
1. Bp. Honvéd, 2. BVSC, 3. Fless VK, 4. MTK, 5. Pécsi EAC, 6. Honvéd Bolyai János KMF SE
2007
1. BVSC, 2. Bp. Honvéd, 3. Pécsi EAC, 4. MTK, 5. OSC, 6. Balaton VK, 7. Honvéd Bolyai János KMF SE, 8. Fless VK, 9. OMS-Tata VSE, 10. Bp. Honvéd II., 11. Diák VE Szigetszentmiklós, 12. Veszprémi Egyetem SC, 13. Vasas SC, 14. OSC II., 15. Eger VVK, 16. KSI, 17. Debreceni Honvéd SE-PMD, 18. Békéscsabai Karácsonyi Lajos VE, 19. Balaton VK II., 20. Újpesti TE, 21. Gödöllői EAC, 22. Honvéd Bolyai János KMF SE II., 23. Debreceni Honvéd SE-PMD II., a Kecskeméti RVSE kizárva
2008
1. Bp. Honvéd, 2. BVSC, 3. Pécsi EAC, 4. Honvéd Bolyai János KMF SE, 5. Balaton VK, 6. BVSC II., 7. Fless VK, 8. Békéscsabai Karácsonyi Lajos VE, 9. MTK, 10. Bp. Honvéd II., 11. Debreceni Honvéd SE-PMD, 12. OMS-Tata VSE, 13. Diák VE Szigetszentmiklós, 14. Balaton VK II., 15. Székesfehérvári VSE, 16. Vasas SC, 17. Pécsi EAC II., 18. Békéscsabai Karácsonyi Lajos VE II., 19. Kecskeméti RVSE, 20. Gödöllői EAC, 21. Veszprémi Egyetem SC, 22. OSC, 23. Újpesti TE, 24. Eger VVK
2009
1. Bp. Honvéd, 2. Pécsi EAC, 3. MTK, 4. MTK II., 5. Fless VK, 6. Honvéd Bolyai János KMF SE, 7. Bp. Honvéd II., 8. Diák VE Szigetszentmiklós, 9-16. ?, 17. Pécsi EAC II., 18. BVSC, 19. Veszprémi Egyetem SC, 20. OSC II., 21. Gödöllői EAC, 22. OSC, 23. Kecskeméti RVSE, 24. Eger VVK, 25. Debreceni Honvéd SE-PMD
2010
1. Bp. Honvéd, 2. Balaton VK, 3. PTE-Pécsi EAC, 4. BVSC, 5. Honvéd Bolyai János KMF SE, 6. BVSC III., 7. MTK, 8. Diák VE Szigetszentmiklós, 9. Bp. Honvéd II., 10. BVSC II., 11. OMS-Tata VSE, 12. PTE-Pécsi EAC II., 13. Békéscsabai Karácsonyi Lajos VE, 14. Fless VK, 15. Szombathelyi Vívóakadémia SE, 16. Veszprémi Egyetem SC, 17. Honvéd Bolyai János KMF SE II., 18. OSC II., 19. Diák VE Szigetszentmiklós II., 20. Kecskeméti RVSE, 21. OSC, 22. Eger VVK, 23. Gödöllői EAC
2011
1. Bp. Honvéd, 2. BVSC, 3. Balaton VK, 4. Honvéd Bolyai János KMF SE, 5. PTE-Pécsi EAC, 6. OMS-Tata VSE, 7. Hiperaktív SE, 8. Diák VE Szigetszentmiklós, 9. MTK, 10. BVSC II., 11. Békéscsabai Karácsonyi Lajos VE, 12. Szegedi Tudományegyetem VK, 13. Debreceni Honvéd SE-PMD, 14. Bp. Honvéd II., 15. Vasas SC, 16. Diák VE Szigetszentmiklós II., 17. Veszprémi Egyetem SC, 18. Veresegyház VSK, 19. Vasas SC II., 20. Eger VVK
2012
1. Bp. Honvéd, 2. BVSC, 3. Balaton VK, 4. MTK, 5. PTE-Pécsi EAC, 6. Honvéd Bolyai János KMF SE, 7. Vasas SC, 8. OMS-Tata VSE, 9. BVSC II., 10. Diák VE Szigetszentmiklós, 11. Békéscsabai Karácsonyi Lajos VE, 12. Diák VE Szigetszentmiklós II., 13. Bp. Honvéd II., 14. Vasas SC II., 15. Veresegyház VSK, 16. Óbudai Fless SE, 17. Kecskeméti RVSE, 18. Eger VVK, 19. Érdi VSC
2013
1. Balaton VK, 2. PTE-Pécsi EAC, 3. Bp. Honvéd, 4. MTK, 5. Vasas SC, 6. OMS-Tata VSE, 7. BVSC, 8. BVSC II., 9. PTE-Pécsi EAC II., 10. Békéscsabai Karácsonyi Lajos VE, 11. Nemzeti Közszolgálati Egyetem SE, 12. Diák VE Szigetszentmiklós, 13. Bp. Honvéd II., 14. Szombathelyi Vívóakadémia SE, 15. Vasas SC II., 16. Veresegyház VSK, 17. Veszprémi Egyetem SC, 18. Eger VVK, 19. Kecskeméti RVSE
2014
1. Bp. Honvéd, 2. Balaton VK, 3. BVSC, 4. Vasas SC, 5. BVSC II., 6. PTE-Pécsi EAC, 7. OMS-Tata VSE, 8. MTK, 9. Vasas SC II., 10. Diák VE Szigetszentmiklós, 11. Bp. Honvéd II., 12. Nemzeti Közszolgálati Egyetem SE, 13. Veresegyház VSK, 14. Tatabányai SC, 15. MTK II., 16. Szombathelyi Vívóakadémia SE, 17. Debreceni Honvéd SE-PMD, 18. PTE-Pécsi EAC II., 19. Eger VVK, 20. Csepel VE, 21. Hiperaktív SE, 22. Veszprémi Egyetem SC
2015
1. Balaton VK, 2. Bp. Honvéd, 3. Vasas SC, 4. BVSC, 5. PTE-Pécsi EAC, 6. MTK, 7. BVSC II., 8. Szombathelyi Vívóakadémia SE, 9. Vasas SC II., 10. Diák VE Szigetszentmiklós, 11. OMS-Tata VSE, 12. Veresegyház VSK, 13. Nemzeti Közszolgálati Egyetem SE, 14. Veszprémi Egyetem SC, 15. Tatabányai SC, 16. MTK II., 17. Debreceni Honvéd SE-PMD, 18. Eger VVK
2016
1. Vasas SC, 2. Balaton VK, 3. Bp. Honvéd, 4. BVSC, 5. PTE-Pécsi EAC, 6. MTK, 7. Vasas SC II., 8. BVSC II., 9. MTK II., 10. Tatabányai SC, 11. Nemzeti Közszolgálati Egyetem SE, 12. Diák VE Szigetszentmiklós, 13. OMS-Tata VSE, 14. Veresegyház VSK, 15. PTE-Pécsi EAC II., 16. Törekvés SE, 17. Érdi TC, 18. Debreceni Honvéd SE-PMD, 19. Nemzeti Közszolgálati Egyetem SE II., 20. Piliscsabai SE, 21. Veszprémi Egyetem SC, 22. OMS-Tata VSE II., 23. Hódmezővásárhelyi Csomorkány SE, 24. Csepel VE 
2017
1. Bp. Honvéd, 2. Vasas SC, 3. BVSC, 4. Vasas SC II., 5. PTE-Pécsi EAC, 6. BVSC II., 7. Bp. Honvéd II., 8. MTK, 9. OMS-Tata VSE, 10. Balaton VK, 11. Nemzeti Közszolgálati Egyetem SE, 12. Tapolca VK, 13. Tatabányai SC, 14. Veresegyház VSK, 15. Érdi TC, 16. Nemzeti Közszolgálati Egyetem SE II., 17. Óbudai Fless SE, 18. PTE-Pécsi EAC II., 19. Debreceni Békessy Béla VK (volt Debreceni Honvéd SE-PMD), 20. Budavári VE, 21. Törekvés SE, 22. Újpesti TE, 23. Veszprémi Egyetem SC
2018
1. Bp. Honvéd, 2. BVSC, 3. Vasas SC, 4. Bp. Honvéd II., 5. Vasas SC II., 6. OMS-Tata VSE, 7. PTE-Pécsi EAC, 8. Tapolca VK, 9. BVSC II., 10. Nemzeti Közszolgálati Egyetem SE, 11. Debreceni Békessy Béla VK, 12. Veresegyház VSK, 13. Balaton VK, 14. MTK, 15. Alba Volán SC, 16. Alba Regia Vívó Akadémia SE, 17. Érdi TC, 18. Óbudai Fless SE, 19. Veszprémi Egyetem SC, 20. Bajai VSE, Óbudai Fless SE II., Kecskeméti RVSE, KSI, MTK II., OSC
2019
1. Bp. Honvéd, 2. Vasas SC, 3. Bp. Honvéd II., 4. Vasas SC II., 5. BVSC, 6. Nemzeti Közszolgálati Egyetem SE, 7. Balaton VK, 8. Alba Volán SC, 9. AVA Békéscsaba, 10. BVSC II., 11. MTK, 12. Diák VE Szigetszentmiklós, 13. PTE-Pécsi EAC, 14. Alba Volán SC II., 15. Debreceni Sportcentrum, 16. Tapolca VK, 17. Óbudai VSE-Jövő Záloga, 18. Danubius RSC, 19. Villa Complov SC, 20. MAFC, 21. Terézvárosi DVE, 22. OSC, 23. Kecskeméti RVSE, 24. Veszprémi Egyetem SC, 25. Kecskeméti RVSE II., 26. Veresegyház VSK, 27. Ama-Tőr VE, 28. Belvárosi VSE, 29. Debreceni Békessy Béla VK
2020
1. Vasas SC, 2. Bp. Honvéd, 3. Vasas SC II., 4. Alba Regia Vívó Akadémia SE, 5. AVA Békéscsaba, 6. Bp. Honvéd II., 7. MTK, 8. Tapolca VK, 9. BVSC, 10. BVSC II., 11. Diák VE Szigetszentmiklós, 12. Alba Volán SC, 13. PTE-Pécsi EAC, 14. OMS-Tata VSE, 15. Alba Volán SC II., 16. Debreceni Sportcentrum, 17. Óbudai VSE-Jövő Záloga, 18. Nemzeti Közszolgálati Egyetem SE, 19. MTK II., 20. Veresegyház VSK, 21. Danubius RSC, 22. Balaton VK, 23. OSC, 24. MAFC, 25. Kecskeméti RVSE, 26. Villa Complov SC, 27. Nemzeti Közszolgálati Egyetem SE II., 28. Piliscsabai SE
2021
1. Bp. Honvéd, 2. Vasas SC, 3. Vasas SC II., 4. Bp. Honvéd II., 5. BVSC, 6. MTK, 7. PTE-Pécsi EAC, 8. Ferencvárosi TC, 9. Ludovika SE (volt Nemzeti Közszolgálati Egyetem SE), 10. Balaton VK, 11. Debreceni Békessy Béla VK, 12. Tapolca VK, 13. MTK II., 14. Veresegyház VSK, 15. Honvéd Szondi SE, 16. Alba Volán SC II., 17. Alba Volán SC, 18. OMS-Tata VSE, 19. Ludovika SE II., 20. Veszprémi Egyetem SC, 21. Villa Complov SC, 22. OSC, 23. Kecskeméti RVSE, 24. Debreceni Békessy Béla VK II., 25. Danubius RSC, 26. Piliscsabai SE, 27. MAFC, 28. Terézvárosi DVE, 29. Belvárosi VSE II., 30. Belvárosi VSE
2022
1. Bp. Honvéd, 2. BVSC, 3. Vasas SC II., 4. Honvéd Szondi SE, 5. MTK, 6. Bp. Honvéd II., 7. Ferencvárosi TC, 8. MTK II., 9. Vasas SC, 10. OMS-Tata VSE, 11. BVSC II., 12. Ludovika SE, 13. Székesfehérvári VSZSE, 14. Alba Volán SC, 15. PTE-Pécsi EAC, 16. Veresegyház VSK, 17. Tapolca VK, 18. Ferencvárosi TC II., 19. Ludovika SE II., 20. Danubius RSC, 21. Egyetemi VC II., 22. Kecskeméti RVSE, 23. Belvárosi VSE, 24. Esztergomi Szent László VE, 25. MAFC, 26. Egyetemi VC, 27. Alba Volán SC II., 28. Terézvárosi DVE, 29. Kecskeméti RVSE II., 30. Belvárosi VSE II., 31. Ama-Tőr VE
2024
1. Vasas SC, 2. MTK, 3. Tatabányai SC, 4. Vasas SC II., 5. BVSC, 6. Tata VSE, 7. Ferencvárosi TC, 8. MTK II., 9. Bp. Honvéd, 10. Debreceni Békessy Béla VK, 11. Ludovika SE, 12. Bp. Honvéd II., 13. Újpesti TE, 14. Ferencvárosi TC II., 15. Belvárosi VSE, 16. Angels VSE, 17. Villa Complov SC, 18. Ludovika SE II., 19. Kecskeméti RVSE, 20. Egyetemi VC, 21. Danubius RSC, 22. Esztergomi Szent László VE, 23. Debreceni Békessy Béla VK II., 24. Ama-Tőr VE, 25. Univer Sport Kecskemét, 26. Veszprémi Egyetem SC

### Nők
1988
1. MTK-VM, 2. Tapolcai Bauxitbányász, 3. Vasas SC, 4. BSE, 5. Győri ÁÉV SC, 6. BVSC, 7. Universitas Pécsi EAC, 8. Csepel SC, 9. Debreceni MVSC, 10. Tatabányai Bányász
1989
1. MTK-VM, 2. Bp. Honvéd, 3. Vasas SC, 4. Újpesti Dózsa, 5. Győri ÁÉV SC, 6. BVSC, 7. Tapolcai Bauxitbányász, 8. BSE, 9. Universitas Pécsi EAC, 10. Alba Volán SC, 11. Csepel SC, 12. Salgótarjáni Kohász, 13. MEDOSZ Erdért SE és Debreceni MVSC
1990
1. MTK-VM, 2. Tapolcai Bauxitbányász, 3. Bp. Honvéd, 4. Újpesti Dózsa, 5. Győri ÁÉV SC, 6. BSE, 7. Vasas SC, 8. BVSC, 9. Alba Volán SC, 10. OSC, 11. Pécsi EAC, 12. Tatabányai Bányász, 13. MEDOSZ Erdért SE
1991
1. MTK (volt MTK-VM), 2. Bp. Honvéd, 3. Tapolcai Bauxit ISE (volt Tapolcai Bauxitbányász), 4. Újpesti TE (volt Újpesti Dózsa), 5. Vasas SC, 6. Alba Volán SC, 7. BVSC, 8. Győri ÁÉV SC, 9. BSE, 10. Pécsi EAC, 11. Tatabányai SDSE, 12. OSC
1992
1. Bp. Honvéd, 2. MTK, 3. Tapolcai Bauxit ISE, 4. BSE, 5. BVSC, 6. Alba Volán SC, 7. Vasas SC, 8. Fless VK, az eredetileg 6. helyezett Újpesti TE kizárva
1993
1. MTK, 2. Bp. Honvéd, 3. Tapolcai Bauxit ISE, 4. Újpesti TE, 5. BSE, 6. Fless VK, 7. Székesfehérvári Ikarus SE, 8. OSC, 9. BVSC, 10. Békéscsabai Előre VE, 11. Tatabányai SC (volt Tatabányai Bányász), 12. Vasas SC, 13. Pécsi EAC
1994
1. Bp. Honvéd, 2. BVSC, 3. MTK, 4. Tapolcai Bauxit ISE, 5. Vasas SC, 6. Újpesti TE, 7. BSE, 8. Fless VK, 9. Békéscsabai Előre VE, 10. OSC, 11. Tatabányai SC, 12. Alba Volán SC, 13. Testnevelési Főiskola SE, 14. Székesfehérvári Ikarus SE, 15. Pécsi EAC, 16. Veszprémi Egyetem SC
1995
1. Bp. Honvéd, 2. MTK, 3. BVSC, 4. Tapolcai Bauxit ISE, 5. Vasas SC, 6. OSC, 7. BSE, 8. Fless VK, 9. Alba Volán SC, 10. Pécsi EAC, 11. Testnevelési Főiskola SE, 12. Tatai HAC, 13. Tatabányai SC, 14. Veszprémi Egyetem SC
1996
1. MTK, 2. Bp. Honvéd, 3. Tapolcai Bauxit ISE, 4. BVSC, 5. OSC, 6. BSE, 7. Székesfehérvári Ikarus SE, 8. Újpesti TE
1997
1. MTK, 2. Bp. Honvéd, 3. Tapolcai Bauxit ISE, 4. Békéscsabai Előre VE, 5. Diósgyőri VE, 6. BVSC, 7. Fless VK, 8. Alba Volán SC
1998
1. MTK, 2. Bp. Honvéd, 3. Tapolcai Bauxit ISE, 4. BVSC, 5. OSC, 6. Alba Volán SC, 7. Diósgyőri VE, 8. Mirelta VSE (volt Tatai HAC)
1999
1. MTK, 2. Bp. Honvéd, 3. Tapolcai Bauxit ISE, 4. Diósgyőri VE, 5. Békéscsabai Előre VE, 6. Mirelta VSE
2000
1. Bp. Honvéd, 2. MTK, 3. Balaton VK (volt Tapolcai Bauxit ISE), 4. Alba Volán SC, 5. OSC, 6. BVSC, 7. Békéscsabai Előre VE, 8. Veszprémi Egyetem SC
2001
1. MTK, 2. Bp. Honvéd, 3. Balaton VK, 4. OSC, 5. Mirelta VSE, 6. Alba Volán SC
2002
1. MTK, 2. Bp. Honvéd, 3. BVSC, 4. Balaton VK, 5. Honvéd Bolyai János KMF SE, 6. OSC
2003
1. MTK, 2. Bp. Honvéd, 3. BVSC, 4. OMS-Tata VSE (volt Mirelta VSE)
2004
1. BVSC, 2. MTK, 3. Bp. Honvéd, 4. OMS-Tata VSE, 5. Békéscsabai Karácsonyi Lajos VE, 6. OSC
2005
1. BVSC, 2. MTK, 3. Bp. Honvéd, 4. Békéscsabai Karácsonyi Lajos VE, 5. OMS-Tata VSE, 6. Honvéd Bolyai János KMF SE
2006
1. MTK, 2. Bp. Honvéd, 3. Békéscsabai Karácsonyi Lajos VE, 4. BVSC, 5. OMS-Tata VSE, 6. Honvéd Bolyai János KMF SE
2007
1. MTK, 2. Bp. Honvéd, 3. BVSC, 4. OMS-Tata VSE, 5. Vasas SC, 6. Vasas SC II., 7. Balaton VK, 8. Bp. Honvéd II., indult még: KSI, Törekvés SE, Debreceni Honvéd SE-PMD, Honvéd Bolyai János KMF SE, Székesfehérvári VSE
2008
1. Bp. Honvéd, 2. BVSC, 3. MTK, 4. Vasas SC, 5. Bp. Honvéd II., 6. KSI SE, 7. Békéscsabai Karácsonyi Lajos VE, 8. Debreceni Honvéd SE-PMD, indult még: Szolnoki MÁV SE, Vasas SC II., Salgótarján, Honvéd Bolyai János KMF SE
2009
1. BVSC, 2. Vasas SC, 3. Bp. Honvéd, 4. Bp. Honvéd II., 5. Csata DSE II., 6. Békéscsabai Karácsonyi Lajos VE, 7. Vasas SC II., 8. Debreceni Honvéd SE-PMD II.
2010
1. Vasas SC, 2. Békéscsabai Karácsonyi Lajos VE, 3. Bp. Honvéd, 4. BVSC, 5. MTK, 6. Balaton VK, 7. BVSC II., 8. Bp. Honvéd II., 9. BVSC III., 10. PTE-Pécsi EAC, 11. Vasas SC II., 12. Debreceni Honvéd SE-PMD, 13. Kecskeméti RVSE
2011
1. Bp. Honvéd, 2. Vasas SC, 3. Balaton VK, 4. BVSC, 5. Békéscsabai Karácsonyi Lajos VE, 6. MTK, 7. Hiperaktív SE, 8. BVSC II., 9. MTK II., 10. Bp. Honvéd II., 11. Vasas SC II.
2012
1. BVSC, 2. Vasas SC, 3. Bp. Honvéd, 4. Békéscsabai Karácsonyi Lajos VE, 5. Debreceni Honvéd SE-PMD, 6. MTK, 7. Balaton VK, 8. BVSC II., 9. Vasas SC II., 10. Diák VE Szigetszentmiklós
2013
1. Vasas SC, 2. BVSC, 3. Békéscsabai Karácsonyi Lajos VE, 4. MTK II., 5. Balaton VK, 6. Diák VE Szigetszentmiklós, 7. Debreceni Honvéd SE-PMD, 8. MTK, 9. Bp. Honvéd, 10. BVSC II., 11. Vasas SC II., 12. PTE-Pécsi EAC, 13. Hiperaktív SE, 14. OMS-Tata VSE
2014
1. Bp. Honvéd, 2. OMS-Tata VSE, 3. Vasas SC, 4. Debreceni Honvéd SE-PMD, 5. BVSC, 6. Balaton VK, 7. Diák VE Szigetszentmiklós, 8. PTE-Pécsi EAC, 9. Vasas SC II., 10. MTK, 11. Hiperaktív SE, 12. MTK II.
2015
1. BVSC, 2. OMS-Tata VSE, 3. Bp. Honvéd, 4. AVA Békéscsaba, 5. Vasas SC, 6. Balaton VK, 7. Óbudai Fless SE, 8. MTK, 9. MTK II., 10. Diák VE Szigetszentmiklós, 11. PTE-Pécsi EAC, 12. Debreceni Honvéd SE-PMD, 13. Hiperaktív SE
2016
1. MTK, 2. OMS-Tata VSE, 3. Debreceni Honvéd SE-PMD, 4. AVA Békéscsaba, 5. BVSC, 6. Vasas SC, 7. Óbudai Fless SE, 8. MTK II., 9. Diák VE Szigetszentmiklós, 10. Vasas SC II., 11. Bp. Honvéd, 12. PTE-Pécsi EAC, 13. BVSC II., 14. AVA Békéscsaba II., 15. Érdi TC, 16. Érdi TC II.
2017
1. OMS-Tata VSE, 2. AVA Békéscsaba, 3. BVSC, 4. Vasas SC II., 5. Bp. Honvéd, 6. Debreceni Békessy Béla VK (volt Debreceni Honvéd SE-PMD), 7. Diák VE Szigetszentmiklós, 8. Szolnoki Sportcentrum SI, 9. Óbudai Fless SE, 10. Vasas SC, 11. BVSC II., 12. Érdi TC, 13. MTK, 14. Bp. Honvéd II., 15. Belvárosi VSE, 16. PTE-Pécsi EAC, 17. Érdi TC II., 18. Nemzeti Közszolgálati Egyetem SE
2018
1. OMS-Tata VSE, 2. BVSC, 3. Bp. Honvéd, 4. Vasas SC II., 5. Diák VE Szigetszentmiklós, 6. MTK, 7. AVA Békéscsaba, 8. Debreceni Békessy Béla VK, 9. Vasas SC, 10. BVSC II., 11. Óbudai Fless SE, 12. PTE-Pécsi EAC, 13. Szolnoki Sportcentrum SI, 14. OSC, 15. Érdi TC, 16. Alba Regia Vívó Akadémia SE, 17. Belvárosi VSE, 18. Bajai VSE, Kecskeméti RVSE, Tapolca VK
2019
1. Bp. Honvéd, 2. OMS-Tata VSE, 3. AVA Békéscsaba, 4. Vasas SC, 5. BVSC, 6. Vasas SC II., 7. Debreceni Békessy Béla VK, 8. Óbudai Fless SE, 9. BVSC II., 10. Szolnoki Sportcentrum SI, 11. Debreceni Békessy Béla VK II., 12. OSC, 13. Óbudai VSE-Jövő Záloga, 14. Belvárosi VSE, 15. Danubius RSC, MTK, 17. Kecskeméti RVSE
2020
1. OMS-Tata VSE, 2. BVSC, 3. Vasas SC, 4. Bp. Honvéd, 5. Óbudai Fless SE, 6. MTK, 7. Óbudai VSE-Jövő Záloga, 8. PTE-Pécsi EAC, 9. Szolnoki Sportcentrum SI, 10. Vasas SC II., 11. Alba Regia Vívó Akadémia SE, 12. BVSC II., 13. Nemzeti Közszolgálati Egyetem SE, 14. OSC, 15. Debreceni Békessy Béla VK, 16. Danubius RSC, 17. Debreceni Sportcentrum, Szegedi Tudományegyetem VK, 19. Kecskeméti RVSE
2021
1. MTK, 2. OMS-Tata VSE, 3. AVA Békéscsaba, 4. Vasas SC, 5. Bp. Honvéd, 6. BVSC, 7. Vasas SC II., 8. Debreceni Sportcentrum, 9. Honvéd Szondi SE, 10. PTE-Pécsi EAC, 11. Danubius RSC, 12. Ferencvárosi TC, 13. OSC, 14. Veresegyház VSK, 15. OSC II., 16. MAFC, 17. Belvárosi VSE, 18. Ludovika SE (volt Nemzeti Közszolgálati Egyetem SE)
2022
1. Tatabányai SC, 2. Bp. Honvéd, 3. BVSC, 4. AVA Békéscsaba, 5. MTK, 6. PTE-Pécsi EAC, 7. MTK II., 8. Vasas SC, 9. Danubius RSC, 10. Ludovika SE, 11. Honvéd Szondi SE, 12. Szolnoki Sportcentrum SI, 13. Diák VE Szigetszentmiklós, 14. Debreceni Sportcentrum, 15. MAFC, 16. Alba Volán SC, 17. Alba Regia Vívó Akadémia SE, 18. Egyetemi VC, 19. Belvárosi VSE
2024
1. Tatabányai SC, 2. MTK, 3. Bp. Honvéd, 4. Újpesti TE, 5. BVSC, 6. Debreceni Sportcentrum, 7. Vasas SC, 8. Danubius RSC, 9. Ludovika SE, 10. PTE-Pécsi EAC, 11. MTK II., 12. Egyetemi VC, 13. Belvárosi VSE, 14. Bp. Honvéd II.